# Campeonato Guineano de Futebol
O Campeonato Guineano de Futebol , oficialmente conhecido como Guinée Championnat National (português: Campeonato Nacional da Guiné) e por razões de patrocínio também conhecido como Ligue 1 Pro, é a divisão principal do futebol nacional de Guiné.

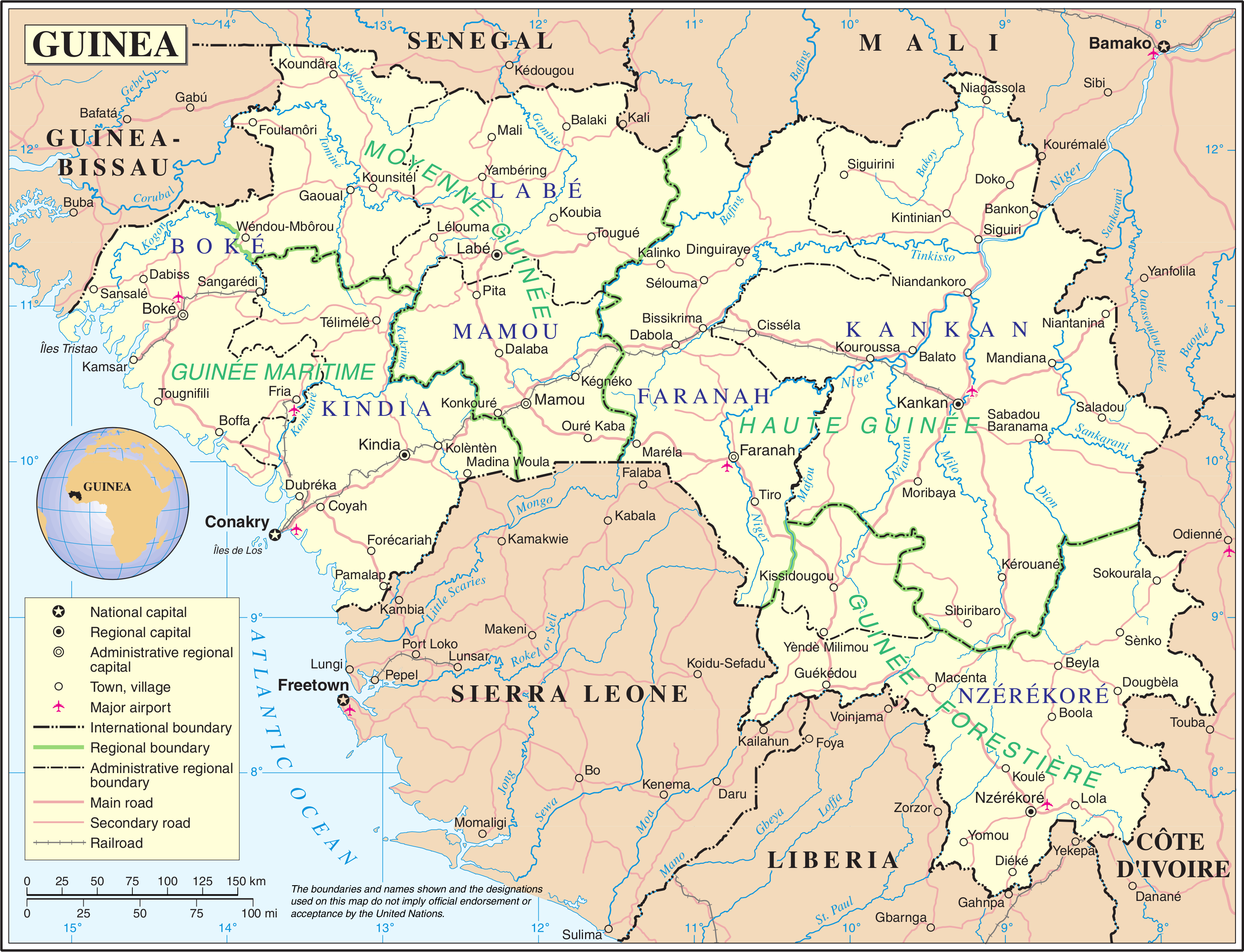

## Clubes da Temporada 2015/16
| Equipe           | Local       | Estádio                           | Capacidade |
| ---------------- | ----------- | --------------------------------- | ---------- |
| ASFAG            | Conacri     | Stade du 28 Septembre             | 25,000     |
| Ashanti Gold     | Conacri     | Stade de Coléah                   | 5,000      |
| Atlético Coleah  | Conacri     | Stade du 28 Septembre             | 25,000     |
| Fello Star       | Labé        | Stade Régional Saifoullaye Diallo | 5,000      |
| Flamme Olympique | Conacri     | Stade du 28 Septembre             | 25,000     |
| Gangan           | Quindia     | Stade de Kindia                   | 2,500      |
| Hafia            | Conacri     | Stade du 28 Septembre             | 25,000     |
| Horoya           | Conacri     | Stade du 28 Septembre             | 25,000     |
| Kaloum Star      | Conacri     | Stade du 28 Septembre             | 25,000     |
| Kamsar           | Port Kamsar | Stade de I'Amitié                 | 2,000      |
| Satélite         | Conacri     | Stade du 28 Septembre             | 25,000     |
| Soumba           | Dubréka     | Stade Negueya                     | 1,000      |

## Clubes da Temporada 2016/17
| Equipe             | Local       | Estádio                           | Capacidade |
| ------------------ | ----------- | --------------------------------- | ---------- |
| ASFAG              | Conacri     | Stade du 28 Septembre             | 25,000     |
| Ashanti Gold       | Conacri     | Stade de Coléah                   | 5,000      |
| Atlético Coleah    | Conacri     | Stade du 28 Septembre             | 25,000     |
| Eléphant de Coléah |             |                                   |            |
| Fello Star         | Labé        | Stade Régional Saifoullaye Diallo | 5,000      |
| Gangan             | Quindia     | Stade de Kindia                   | 2,500      |
| Hafia              | Conacri     | Stade du 28 Septembre             | 25,000     |
| Horoya             | Conacri     | Stade du 28 Septembre             | 25,000     |
| Kaloum Star        | Conacri     | Stade du 28 Septembre             | 25,000     |
| Kamsar             | Port Kamsar | Stade de I'Amitié                 | 2,000      |
| Renaissance        |             |                                   |            |
| Satélite           | Conacri     | Stade du 28 Septembre             | 25,000     |
| Soumba             |             |                                   |            |
| Wakirya            | Boké        | Stade du 1er mai                  | 1,000      |

## Clubes da Temporada 2017/18
| Equipe             | Local       | Estádio                           | Capacidade |
| ------------------ | ----------- | --------------------------------- | ---------- |
| ASFAG              | Conacri     | Stade du 28 Septembre             | 25,000     |
| Ashanti Gold       | Conacri     | Stade de Coléah                   | 5,000      |
| Atlético Coleah    | Conacri     | Stade du 28 Septembre             | 25,000     |
| Eléphant de Coléah |             |                                   |            |
| Fello Star         | Labé        | Stade Régional Saifoullaye Diallo | 5,000      |
| Gangan             | Quindia     | Stade de Kindia                   | 2,500      |
| Hafia              | Conacri     | Stade du 28 Septembre             | 25,000     |
| Horoya             | Conacri     | Stade du 28 Septembre             | 25,000     |
| Kaloum Star        | Conacri     | Stade du 28 Septembre             | 25,000     |
| Kamsar             | Port Kamsar | Stade de I'Amitié                 | 2,000      |
| Renaissance        |             |                                   |            |
| Satélite           | Conacri     | Stade du 28 Septembre             | 25,000     |
| Milo               |             |                                   |            |
| Wakirya            | Boké        | Stade du 1er mai                  | 1,000      |

## Clubes da Temporada 2018/19
| Equipe             | Local       | Estádio                           | Capacidade |
| ------------------ | ----------- | --------------------------------- | ---------- |
| ASFAG              | Conacri     | Stade du 28 Septembre             | 25,000     |
| Ashanti Gold       | Conacri     | Stade de Coléah                   | 5,000      |
| Coyah              |             |                                   |            |
| Eléphant de Coléah |             |                                   |            |
| Fello Star         | Labé        | Stade Régional Saifoullaye Diallo | 5,000      |
| Gangan             | Quindia     | Stade de Kindia                   | 2,500      |
| Hafia              | Conacri     | Stade du 28 Septembre             | 25,000     |
| Horoya             | Conacri     | Stade du 28 Septembre             | 25,000     |
| Kaloum Star        | Conacri     | Stade du 28 Septembre             | 25,000     |
| Kamsar             | Port Kamsar | Stade de I'Amitié                 | 2,000      |
| Renaissance        |             |                                   |            |
| Satélite           | Conacri     | Stade du 28 Septembre             | 25,000     |
| Santoba            | Conacri     | Stade de Coléah                   | 5,000      |
| Wakriya            | Boké        | Stade du 1er mai                  | 1,000      |

## Campeões
| 1965             | Kaloum Stars  | 1               |
| 1966             | Hafia         | 1               |
| 1967             | Hafia         | 2               |
| 1968             | Hafia         | 3               |
| 1969             | Kaloum Star   | 2               |
| 1970             | Kaloum Star   | 3               |
| 1971             | Hafia         | 4               |
| 1972             | Hafia         | 5               |
| 1973             | Hafia         | 6               |
| 1974             | Hafia         | 7               |
| 1975             | Hafia         | 8               |
| 1976             | Hafia         | 9               |
| 1977             | Hafia         | 10              |
| 1978             | Hafia         | 11              |
| 1979             | Hafia         | 12              |
| 1980             | Kaloum Star   | 4               |
| 1981             | Kaloum Stars  | 5               |
| 1982             | Hafia         | 13              |
| 1983             | Hafia         | 14              |
| 1984             | Kaloum Stars  | 6               |
| 1985             | Hafia         | 15              |
| 1986             | Horoya        | 1               |
| 1987             | Kaloum Star   | 7               |
| 1988             | Horoya        | 2               |
| 1989             | Horoya        | 3               |
| 1990             | Horoya        | 4               |
| 1991             | Horoya        | 5               |
| 1992             | Horoya        | 6               |
| 1993             | Kaloum Stars  | 8               |
| 1994             | Horoya        | 7               |
| 1995             | Kaloum Stars  | 9               |
| 1996             | Kaloum Stars  | 10              |
| 1997             | Anulado       |                 |
| 1998             | Kaloum Stars  | 11              |
| 1999             | Não realizado |                 |
| 1999-00          | Horoya        | 8               |
| 2001             | Horoya        | Satellite       |
| 2002             | Satellite     | Kaloum Star     |
| 2003             | ASFAG         | 1               |
| 2004             | Cancelado     |                 |
| 2005             | Satellite     | Fello Star      |
| 2006             | Fello Star    | Kaloum Star     |
| 2007             | Kaloum Star   | Fello Star      |
| 2008             | Fello Star    | Horoya          |
| 2008-09          | Fello Star    | Horoya          |
| Década 2010      |               |                 |
| 2009-10 Detalhes | Fello Star    | Atlético Coléah |
| 2010-11          | Horoya        | Fello Star      |
| 2011-12          | Horoya        | Atlético Coléah |
| 2013             | Horoya        | Satellite       |
| 2013-14          | Kaloum Star   | Horoya          |
| 2014-15          | Horoya        | Kaloum Stars    |
| 2015-16          | Horoya        | Kaloum Stars    |
| 2015-17          | Horoya        | Wakriya         |
| 2017-18          | Horoya        | Hafia           |
| 2018-19          | Horoya        | Hafia           |
| Década 2020      |               |                 |

## Performance por clube
| Clube        | Títulos | Anos |
| ------------ | ------- | --- |
| Horoya       | 17      | 1986, 1988, 1989, 1990, 1991, 1992, 1994, 2000, 2001, 2011, 2012, 2013, 2015, 2016 , 2017 , 2018, 2019. |
| Hafia        | 15      | 1966, 1967, 1968, 1971, 1972, 1973, 1974, 1975, 1976, 1977, 1978, 1979, 1982, 1983, 1985.               |
| Kaloum Stars | 13      | 1965, 1969, 1970, 1980, 1981, 1984, 1987, 1993, 1995, 1996, 1998, 2007, 2014.                           |
| Fello Star   | 4       | 2006, 2008, 2009, 2010.                                                                                 |
| Satellite    | 2       | 2002, 2005.                                                                                             |
| ASFAG        | 1       | 2003 |

## Artilheiros
| Ano     | Jogador                      | Clube               | Gols |
| 2007    | Abdoul Karim "Domingo" Keita | AS Kaloum Star      | 18   |
| 2010-11 | Ousmane Barry                | Horoya AC           | 17   |
| 2013-14 | Oscar Tahi Georges           | Athlético de Coléah | 11   |

## Participações na CAF

### Liga dos Campeões da CAF
| Clubes       | N° | Ano                                                                                                   |
| ------------ | -- | --- |
| Horoya       | 16 | 1986, 1987, 1989, 1992, 1993, 1995, 2000, 2002, 2012, 2013, 2014, 2016, 2017, 2018, 2018-19, 2019-20. |
| Kaloum Stars | 14 | 1966, 1970, 1971, 1981, 1982, 1985, 1988, 1990, 1994, 1996, 1997, 1999, 2008, 2015                    |
| Hafia        | 13 | 1967, 1968, 1969, 1972, 1973, 1975, (1976), 1977, (1978), 1979, 1980, 1983, 2019-20.                  |
| Fello Star   | 5  | 2005, 2007, 2009, 2010, 2011                                                                          |
| Satellite    | 2  | 2003, 2006,                                                                                           |
| Gangan       | 1  | 1964                                                                                                  |
| Kamsar       | 1  | 1998                                                                                                  |
| ASFAG        | 1  | 2004                                                                                                  |

### Copa das Confederações da CAF
| Clubes           | N° | Ano                        |
| ---------------- | -- | -------------------------- |
| Étoile de Guinée | 1  | 2004                       |
| Kamsar           | 3  | 2005, 2014, 2019-20        |
| Fello Star       | 1  | 2005                       |
| Kaloum Star      | 4  | 2006, 2015, 2016, 2017     |
| Satélite         | 3  | 2008, 2008, 2009           |
| Baraka           | 1  | 2010                       |
| Séquence         | 3  | 2011, 2012, 2013           |
| Horoya           | 4  | 2014, 2015, 2017, 2019-20. |
| Hafia            | 1  | 2018                       |
| Santoba          | 1  | 2019-20                    |
| Wakriya          | 1  | 2018-19                    |

### Copa da CAF
| Clubes       | N° | Ano                 |
| ------------ | -- | ------------------- |
| Kaloum Stars | 3  | 1992, (1995), 2003. |
| Horoya       | 3  | 1997, 1998, 1999    |
| ASFAG        | 2  | 1993, 1996          |
| Kamsar       | 1  | 1994                |
| Satellite    | 1  | 2002                |